# Hey! Pikmin
Hey! Pikmin es un videojuego de acción de la serie Pikmin desarrollado por Arzest y publicado por Nintendo para la consola portátil Nintendo 3DS. Es una secuela independiente de Pikmin 3, y es la primera entrega de la serie en una consola portátil. Hey! Pikmin salió a la venta en todo el mundo en julio de 2017, y fue un juego de lanzamiento para la New Nintendo 2DS XL.

## Juego
Hey! Pikmin consiste en que el personaje principal, el Capitán Olimar, dirige a un grupo de Pikmin a través de niveles 2D mientras recoge objetos que contienen "sparklium", la principal fuente de combustible de la nave de Olimar. A diferencia de otros juegos de la serie Pikmin, los jugadores no eligen qué Pikmin llevar a los niveles. En su lugar, los jugadores entran en un nivel y utilizan cualquier Pikmin que encuentren mientras exploran. Olimar es capaz de nadar y usar una mochila propulsora para llegar a nuevas zonas. Los Pikmin alados pueden llevar a Olimar mientras vuelan. Olimar es incapaz de atacar por sí solo, confiando en cambio en los Pikmin para su defensa. A medida que los jugadores siguen acumulando más sparklium, Olimar puede mejorar las capacidades de su traje espacial, como la cantidad de combustible que tiene la mochila o la cantidad de golpes que puede soportar.
Tras superar un nivel, todos los Pikmin reclutados son llevados al Parque Pikmin, una zona en la que se puede enviar a los Pikmin a buscar más objetos con sparklium. Al encontrar perdigones de color, la cantidad de Pikmin en el parque puede aumentar. Tras limpiar una sección del parque Pikmin, se abren más secciones para que los Pikmin las exploren. El juego es compatible con todos los Amiibo lanzados antes de su lanzamiento, lo que proporciona una gran variedad de bonificaciones dentro del juego. En el lanzamiento también se lanzó un Amiibo con temática Pikmin.

## Argumento
Olimar está volando en el espacio en su nueva nave, la S.S. Dolphin II, cuando choca con un asteroide y se estrella en un planeta desconocido. Aprende que para que su nave vuelva a funcionar, debe recoger 30.000 de la sustancia conocida como Sparklium. Pronto se reencuentra con los Pikmin Rojos, con los que cree que puede llevar tesoros ricos en Sparklium y semillas de bellota. Estos "tesoros" suelen ser objetos comunes de la casa, como gafas o pasta de dientes. A medida que Olimar busca en más sectores del planeta, encuentra Pikmin Amarillo, Pikmin Azul, Pikmin de las Rocas y Pikmin Alado en ese orden. Una vez que el jugador reúne 30.000 chispas, Olimar se entera de que debe recuperar un componente esencial para reparar la nave, el convertidor de chispas. Sin embargo, se revela que fue comido por la Sanguijuela Hidroeléctrica Beserk, un jefe gigante parecido a una planta con el que debe luchar. Después de derrotarlo y obtener el convertidor, Olimar se dirige a su planeta natal, Hocotate.

## Desarrollo
El 6 de noviembre de 2014, Miyamoto declaró durante una sesión de preguntas y respuestas sobre sus cortometrajes Pikmin recientemente estrenados que "las continuas campañas de lanzamiento tras el lanzamiento del software sentarán las bases para la próxima iteración de Pikmin en el futuro". Y no hace falta decir que queremos que sea una de las motivaciones para que los consumidores potenciales compren una Wii U. Estamos haciendo una variedad de esfuerzos diferentes".
Más tarde, el 6 de enero de 2015, Miyamoto confirmó que la franquicia de Pikmin recibiría más juegos en el futuro, afirmando: "Todavía tengo muchas ideas sobre lo que quiero hacer con Pikmin, pero todavía no hay nada decidido en cuanto a otra cosa". Pero por supuesto, seguiremos haciendo juegos de Pikmin".
Además, el 7 de septiembre de 2015, Miyamoto confirmó en una entrevista con Eurogamer que el siguiente juego de Pikmin estaba en desarrollo, y que estaba "muy cerca de su finalización". Durante el E3 2016, Miyamoto ofreció más actualizaciones, afirmando: "Sí, tienes razón, y estamos trabajando en [el próximo Pikmin]". Así que, ya sabes, cuando estamos en desarrollo tenemos que crear una lista de prioridades y ha sido difícil encajar eso en esa lista, pero esperamos empezar a ver eso en la lista ahora".

## Recepción
El juego recibió críticas "mixtas", según el agregador de críticas Metacritic. El juego fue criticado por sus simples rompecabezas y su falta de profundidad. El Game Informer declaró: "Los rompecabezas también son extremadamente simples, y normalmente se reducen a lanzar a los Pikmin alrededor de los obstáculos... La mezcla de estrategia y acción de bajo impacto de Nintendo se encuentra entre relajante y aburrido". Las áreas alabadas en el juego incluyen las funciones de amiibo. Allegra Frank, de Polygon, dijo: "Puede que Hey! Pikmin no sea el juego más emocionante para Nintendo 3DS en estos momentos -me quito el sombrero ante Miitopia-, pero su función de amiibo es la más encantadora que hemos visto en mucho, mucho tiempo".